# Доња Савина испосница
Доња Савина испосница (Храм Богородичиног Покрова) налази се десетак километара северозападно од манастира Студенице, у густој шуми, на путу којим се од ушћа Савошнице у Студеницу иде ка Горњој Савиној испосници. Представља непокретно културно добро као споменик културе од великог значаја.
Према предању, то је задужбина Немањиног најмлађег сина, Светог Саве. Не постоје писани извори који би потврдили народно веровање. На старину овог култног места можда би указивало постојање спратне конструкције, при чему је подрумска просторија коришћена као костурница, што је случај и са Савином испосницом у Кареји.

## Изглед
Доња студеничка испосница је скромних димензија и правоугаоне основе. Цркву чини наос и олтарски простор са две нише које не излазе из равни фасаде. Могуће је да је првобитно постојала и припрата. Почетком 17. века храм је доживео своју прву обнову – унутрашњост је украшена фрескама високог квалитета које се приписују најдаровитијем сликару тог доба, Георгију Митрофановићу. Године 1815. године испосница је поново обновљена – вероватно је тада настао конак прислоњен уз северни зид храма тако да чини са њим неодвојиву целину. Четири године доцније, зограф из чувене сликарске породице, Алексије Лазовић, делимично је обновио живопис и насликао иконостас који и данас постоји.